# Teatrul de Păpuși Baia Mare
Teatrul de Păpuși Baia Mare a fost înființat în data de 1 iunie 1956, sub oblăduirea Teatrului Dramatic Baia Mare.
Spectacolul inaugural (Căsuța din câmpie, regia Mihai Crișan, scenografia Ella Conovici) are loc la data de 30 decembrie 1956, pe scena Teatrului Dramatic Baia Mare, unde activează până în 1961, când primește sediul din str. Dacia, nr. 3 (în fostul sediu al Casei Armatei). Un incendiu devastator a avariat grav această clădire (în 1982), dar doi ani mai târziu spectacolele se reiau în această locație.
În octombrie 1995, secția se desprinde de Teatrul Dramatic și devine de sine stătătoare, sub conducerea lect. univ. Aurel Cucu. Inițiatorul Teatrului de Păpuși din Baia Mare este regizorul Mircea Crișan. Secția a mai fost condusă de Eugen Câmpeanu, Alexandru Mociran și Corneliu Uță. Repertoriul cuprinde piese adoptate după opere din literatura universală (Frații Grimm, Pancio Manov, John Lawson, etc.) și literatura națională (Ion Creangă, Petre Dulfu, Victor Eftimiu, etc.). 
Prestigiul păpușarilor băimăreni este evidențiat de numeroase distincții la festivaluri naționale și internaționale: Premiul pentru cel mai bun spectacol (la Festivalul Teatrelor de Păpuși, Constanța, 1973, cu piesa Capra cu trei iezi - regia Aristotel Apostol); același spectacol obține Premiul I la Festivalul Internațional al Teatrelor de Păpuși și Marionete (Parma, Italia, 1978) și Premiul I (Pari, Franța, 1980). Piesa Suflețel (regia Kovacs Ildiko, scenografia Ida Grumaz) obține două premii de interpretare și premiul pentru cel mai bun spectacol la Festivalul Internațional al Teatrelor de Păpuși în Limba Esperanto (Norvegia, 1978), iar piesa Cinci frați minunați obține Premiul pentru cel mai bun spectacol și Premiul pentru promovarea tehnicii tradiționale de umbre chinezești (Zagreb, Iugoslavia, 1980).